# Бастер Китон
Бастер Китон (енгл. Buster Keaton) је био амерички филмски глумац и редитељ, рођен 4. октобра 1895. године у Пиквеју (Канзас), а преминуо је 1. фебруара 1966. године у Вудланд Хилсу (Калифорнија).

## Каријера
Био је један од најзначајнијих комичара у историји филма а човек који се никада не смеје. Гегове је градио на привидној равнодушности. Са родитељима, већ врло млад, глумио је у водвиљском позоришту (1899–1917). Ту је стекао искуство у комичним падовима, безизражајном лицу и ненаметљивом темпирању. Први филм Месарски шегрт снимио је 1917. године са Фетијем Арбаклом. Током наредне две године (1917–1919) снимио је петнаест двроролних филмова, од којих је сваки квалитетнији од претходног. Основао је сопствену продуцентску компанију за коју је од 1920. до 1923. године снимио деветнаест краткометражних филмова врхунског визуелног квалитета, укључујући Седмица (One Week, 1920), Дечија кућица (The Playhouse, 1921), Чамац (The Boat, 1921), Пајкани (Cops, 1922) и Пилот балона (The Balloonatic, 1923). Ови филмови због своје сложене структуре и глатке монтаже спадају међу најбоље филмове тог периода. У својим сјајно компонованим дугометражним филмовима Китон је велику пажњу посветио локацијама и мизансцену и још више развио осећај за снимање комичних сцена.
За разлику од осталих комичара немог филма, Китонов хумор је произлазио из сложених и уверљивих драмских ситуација, као што су породичне свађе у филму Наше гостопримство (Our Hospitality, 1923) и Пароброд Вили млађи (Steamboat Bill Jr, 1928). Након успостављања заплета, уследио би низ компликованих акробатских гегова, уз помоћ којих би Китонов лик пролазио кроз велики број драмски повезаних догађаја, који завршавају урнебесним врхунцем. Ови динамични, али прецизни и неретко опасни гегови били су савршено састављени и темпирани.
Током ових акробација човек каменог лица супротстављао се огромним реквизитима као што су воз, брод, водопад, одрон и поломљене надстрешнице, али и читавим батаљонима прогонитеља који су се у потерама међусобно саплитали или сударали. Иако је Китон своје филмове често режирао заједно са Едијем Клајном (Eddie Cline), за филмове попут Три епохе (The Three Ages, 1923) Навигатор (The Navigator), Седам шанси (Seven Chances, 1925), Бастер Китон, боксерски шампион (Battling Butler, 1926) и Бастер као спортиста (College, 1927), заслужна је само Китонова креативност. Филм Генерал (The General, 1927), у коме је приказано одважно спасавање отете локомотиве усред Грађанског рата, несумњиво је Китоново ремек дело.
И поред вештог споја, аутентичне реконструкције тог периода, снимања на отвореним локацијама, драматичне радње и узбудљиве комедије, филм није постигао финансијски успех и Китон је снимио још само два дугометражна филма за своју продукцијску компанију пре него што је 1928. године ту компанију преузео МГМ.
У филмовима Шерлок млађи (1924) и Сниматељ (1928) бави се истраживањем самог процеса кинематографије. Касније је глумио у Булевару сумрака (1950) и Светлима позорнице (1952). Ипак током 1930-их година, комедија није успела да се прилагоди студијском систему и Продукцијском кодексу. Остатак Китонове каријере обележили су лични и професионални проблеми који су утицали да је његова комедија остала без снаге и поезије што је великим делом био и резултат строгог студијског система а не због појаве звучног филма. Од свих комичара немог филма, само су Лорел и Харди успешно прешли на снимање звучних филмова. Китонови филмови су били омиљени међу европским авангардним уметницима као што су Јонеско, Лорка, Буњуел, Дали и Бекет. Тврди се да је Бекет написао Чекајући Годоа имајући Китона у виду. Китонови филмови нису постигли велики успех код америчких критичара и публике. Китон се и данас сматра једном од највећих звезда немих комедија. Његове комедије се гледају због префињеног немог лакрдијаштва. Да Китон, заједно са другим немим комичарима Лангдоном и Лојдом постепено падне у заборав допринеле су филмске серије, серијали, ескапистички жанрови попут хорора, вестерна, мелодраме и историјске биографије (или биографског филма) који су били успешни од 1930-их година. Слепстик комедију заменила је визуелна и вербална оштроумност водвиља и бурлеске.

## Приватни живот и смрт
Бастер Китон је, 31. маја 1921. године, оженио Натали Талмаџ, сестру глумица Норма и Констанс Талмаџ. Она је са њим глумила у филму Наше гостопримство. Имали су синове Џозефа, званог Џејмс, (2. јун 1922 - 14. фебруара 2007), и Роберта (3. фебруар, 1924 - 19. јула 2009), а обојица су касније узела презиме Талмаџ.
Након Робертовог рођења, веза је наишла на потешкоће. Натали је одлучила да не жели више имати деце, што је довело до тога спавају у различитим собама. Њена финансијска екстраваганција је била још једна фактор који је утицао на раскол брака, пошто је она трећину зараде трошила на одећу. Бастер Китон се забављао са глумицом Дороти Себастијан почетком 1920-тих и Кетлин Кеј почетком 1930-тих. Након покушаја да се помире, Натали се 1932. године развела од њега.

Након што је дошло до развода и губитка самосталности као ствараоца филмова, Китон је почео да тоне у алкохолизам. 1926. године потрошио је 300.000$ на кућу од 930 квадратних метара у Беверли Хилсу, а њени власници су касније били Џејмс Мејсон и Кери Грант.
Китон је накратко био у болници за ментално оболеле. Побегао је из лудачке кошуље уз помоћ трикова које је научио од Хери Худинија. 1933. године, оженио је своју медицинску сестру Меј Шивен током алкохоличарског похода након којег је Китон тврдио да се ничег не сећа. Шивенова је тврдила да је сазнала Китоново право име тек након венчања. Поднела је захтев за развод 1935. године након што је затекла Китона са Леом Клампит Суел, женом милионера Бартона Суела, у хотелу у Санта Барбари. Они су се развели 1936. године на Китонову велику финансијску штету.
Китон је велике количине новца давао на терапије одвикавање од алкохола. Пет година није пио.
29. маја 1940. године, Китон жени Еленор Норис (1918 - 1998), која је 23 године млађа од њега. Сматрао ју је заслужном за спас његовог живота и његове каријере. Брак је трајао све до његове смрти.
Бастер Китон је преминуо од рака плућа 1. фебруара 1966. године, у 70-ој години живота, у Вудланд Хилсу, Калифорнији. Иако му је дијагностификован карцином у јануару исте године, он ником није рекао да је болестан. Китон је мислио да се опоравља од тешког облика бронхитиса. Док је последњих дана био смештен у болници, све време се шетао по соби, желећи да иде кући. Сахрањен је на гробљу у Холивуд Хилсу, Калифорнији.

## Филмографија
| Улоге  |                                               |               |                                          |          |
| Година | Српски назив                                  | Изворни назив | Улога                                    | Напомена |
| 1966.  | Смешне ствари су се догодиле на путу за Форум |               | Ероније                                  |          |
| 1966.  |                                               |               | Генерал фон Кеслер                       |          |
| 1965.  |                                               |               | Човек                                    |          |
| 1965.  |                                               |               | Пилот Блинкен                            |          |
| 1965.  |                                               |               | Бвана                                    |          |
| 1965.  |                                               |               | Човек                                    |          |
| 1965.  |                                               |               | Г. Блур                                  |          |
| 1964.  |                                               |               | Поглавица Трули Орао                     |          |
| 1963.  |                                               |               | Џими варалица                            |          |
| 1963.  |                                               |               | Лестер Снепвел                           |          |
| 1960.  |                                               |               | Лајон Тејмер                             |          |
| 1956.  | Пут око света за 80 дана                      |               | Кондуктер у возу                         |          |
| 1952.  |                                               |               | Калверов партнер                         |          |
| 1952.  |                                               |               | Бастер                                   |          |
| 1950.  |                                               |               | Бастер                                   |          |
| 1949.  |                                               |               | Хики                                     |          |
| 1949.  |                                               |               | Батлер                                   |          |
| 1949.  |                                               |               | Гулард                                   |          |
| 1946.  |                                               |               | Г. Бун или старо платно                  |          |
| 1945.  |                                               |               | Портир                                   |          |
| 1945.  |                                               |               | Кувар брзе хране                         |          |
| 1945.  |                                               |               | Л.M.                                     |          |
| 1944.  |                                               |               | Возач аутобуса                           |          |
| 1944.  |                                               |               | Били Кирпов син                          |          |
| 1943.  |                                               |               | Вилкинс                                  |          |
| 1941.  |                                               |               | Бастер Вотерс                            |          |
| 1941.  |                                               |               | Питер Хедли Ламар, млађи                 |          |
| 1941.  |                                               |               | Бастер                                   |          |
| 1940.  |                                               |               | Бастер - супруг                          |          |
| 1940.  |                                               |               | Усамљени преварант                       |          |
| 1940.  |                                               |               | Вилијам Далтон                           |          |
| 1940.  |                                               |               | Бастер                                   |          |
| 1940.  |                                               |               | Лулу                                     |          |
| 1940.  |                                               |               | Бастер Китон                             |          |
| 1940.  |                                               |               | Дечко за новине                          |          |
| 1940.  |                                               |               | Клеренс Планкет                          |          |
| 1939.  |                                               |               | Хомер Коб                                |          |
| 1939.  |                                               |               | Господин                                 |          |
| 1937.  |                                               |               | Елмер                                    |          |
| 1937.  |                                               |               | Заборављени човек                        |          |
| 1937.  |                                               |               | Канцеларијски дечко                      |          |
| 1936.  |                                               |               | Елмер "Хепи" Батерворт                   |          |
| 1936.  |                                               |               | Елмер Трипл                              |          |
| 1936.  |                                               |               | Елмер                                    |          |
| 1936.  |                                               |               | Елмер Батс                               |          |
| 1936.  |                                               |               | Елмер Браун                              |          |
| 1935.  |                                               |               | Милтон                                   |          |
| 1935.  |                                               |               | Елмер                                    |          |
| 1935.  |                                               |               | Шегрт Елмер Дулитл                       |          |
| 1935.  |                                               |               | Елмер Дулитл                             |          |
| 1935.  |                                               |               | Елмер                                    |          |
| 1935.  |                                               |               | Џим Дилц                                 |          |
| 1935.  |                                               |               | Леандер Праудфут                         |          |
| 1934.  |                                               |               | Бастер Гарнер/Џим ле Балафре             |          |
| 1934.  |                                               |               | Елмер                                    |          |
| 1934.  |                                               |               | Воли                                     |          |
| 1933.  |                                               |               | Елмер Џ. Батс                            |          |
| 1932.  |                                               |               | Професор Тимолеон Зандерс Пост           |          |
| 1932.  |                                               |               | Елмер Е. Татл                            |          |
| 1931.  |                                               |               | Реџи Ирвинг                              |          |
| 1931.  |                                               |               | Хомер Ван Дајн Хармон                    |          |
| 1931.  |                                               |               | Агент                                    |          |
| 1931.  |                                               |               | Реџиналд 'Реџи' Ирвинг                   |          |
| 1930.  |                                               |               | Елмер                                    |          |
| 1930.  |                                               |               | Елмер Батс                               |          |
| 1929.  |                                               |               | Принцеза Раџа                            |          |
| 1929.  |                                               |               | Елмер                                    |          |
| 1928.  | Камерман                                      |               | Buster                                   |          |
| 1928.  |                                               |               | Вилијам Кенфилд млађи                    |          |
| 1927.  |                                               |               | Роналд                                   |          |
| 1927.  | Генерал                                       |               | Џони Греј                                |          |
| 1926.  |                                               |               | Алфред Батлер                            |          |
| 1925.  |                                               |               | Без пријатеља                            |          |
| 1925.  |                                               |               | Индијанац                                |          |
| 1925.  |                                               |               | Џејмс "Џими" Шенон                       |          |
| 1924.  | Навигатор                                     |               | Роло Тредвеј                             |          |
| 1924.  | Шерлок Млађи                                  |               | Шерлок Млађи                             |          |
| 1923.  | Наше гостопримство                            |               | Вили Мекеј                               |          |
| 1923.  |                                               |               | Дечак                                    |          |
| 1923.  |                                               |               | Бастер Китон                             |          |
| 1923.  |                                               |               | Младић                                   |          |
| 1922.  |                                               |               | Младић                                   |          |
| 1922.  |                                               |               | Бастер Китон                             |          |
| 1922.  |                                               |               | Лош човек                                |          |
| 1922.  |                                               |               | Помоћник ковача                          |          |
| 1922.  |                                               |               | Супруг                                   |          |
| 1922.  |                                               |               | Младић                                   |          |
| 1922.  |                                               |               | Мали шеф Пејлфејс                        |          |
| 1921.  |                                               |               | Бродоградитељ                            |          |
| 1921.  |                                               |               | Више улога                               |          |
| 1921.  |                                               |               | Бастер Китон                             |          |
| 1921.  |                                               |               | Наш херој                                |          |
| 1921.  |                                               |               | Суицидалан дечак                         |          |
| 1921.  |                                               |               | Службеник у банци                        |          |
| 1920.  |                                               |               | Дечак                                    |          |
| 1920.  |                                               |               | Земљорадник                              |          |
| 1920.  |                                               |               | Голфер који је постао криминалац/Стражар |          |
| 1920.  |                                               |               | Берти "Јагње" Ван Алстин                 |          |
| 1920.  |                                               |               | Индијанац                                |          |
| 1920.  |                                               |               | Младожења                                |          |
| 1919.  |                                               |               | Механичар/Ватрогасац                     |          |
| 1919.  |                                               |               | Менаџер                                  |          |
| 1919.  |                                               |               | Позоришни радник                         |          |
| 1918.  |                                               |               | Конобар                                  |          |
| 1918.  |                                               |               | Др Хамптон/Жена са кишобраном            |          |
| 1918.  |                                               |               | Порески службеник                        |          |
| 1918.  |                                               |               | Портир                                   |          |
| 1918.  |                                               |               | Шериф/Власник салона                     |          |
| 1917.  |                                               |               | Водвиљски уметник                        |          |
| 1917.  |                                               |               | Ривал/Полицајац са брковима              |          |
| 1917.  |                                               |               | Џуниор Холпок                            |          |
| 1917.  |                                               |               | Достављач                                |          |
| 1917.  |                                               |               | Баштован/Достављач/Полицајац             |          |
| 1917.  |                                               |               | Бастер                                   |          |